# Christian Friedrich Schwägrichen
Christian Friedrich Schwägrichen (16 de septiembre de 1775, Leipzig - 2 de mayo de 1853, ibíd.) fue un botánico alemán especializado en el campo de la briología.
En 1799 obtuvo su doctorado en medicina en la Universidad de Leipzig, donde más tarde fue profesor asociado de historia natural (1803-1815) y más tarde profesor titular sobre el mismo tema (1815-1852). Al mismo tiempo, se desempeñó como profesor asociado de botánica (1807-1852) en Leipzig.
Antes de 1837, fue director del Jardín Botánico de Leipzig, siendo sucedido por Gustav Kunze, un especialista en el campo de pteridología. Schwägrichen murió el 2 de mayo de 1853 como el resultado de una caída por un tramo de escaleras.
Es una autoridad taxonómica de las briofitas en las familias Polytrichaceae y Funariaceae.

## Honores

### Eponimia
El género Schwaegrichenia es nombrado en su honor.

## Trabajos publicados
- Topographiae botanicae et entomologicae Lipsiensis, four volumes, (1799-1806).
- Joannis Hedwig...species muscorum frondosorum descriptae et tabulis aeneis lxxvii coloratis illustratae /opus posthumum, editum a Friderico Schwaegrichen. Lipsiae (Leipzig) : sumtu J. A. Barthii ; Parisiis, A. Koenig, 1801. (as editor, main author Johann Hedwig).[6]
  - Catalogue of the Hedwig-Schwägrichen Herbarium (G). by Michelle J Price, (2005).[7]
- Leitfaden zum Unterrichte in der Naturgeschichte für Schulen, two volumes, (1803) - Guide towards the teaching of natural history in schools.
- Anleitung zum Studium der Botanik, Leipzig (1806) - Guide to studies of botany.
- "Historiae muscorum hepaticorum prodromus", Leipzig (1814).[1]

- La abreviatura «Schwägr.» se emplea para indicar a Christian Friedrich Schwägrichen como autoridad en la descripción y clasificación científica de los vegetales.[8]